# Отто Лілієнталь
Карл-Вільгельм Отто Лілієнталь (нім. Karl Wilhelm Otto Lilienthal, 23 травня 1848, Анклам, Померанія — 10 серпня 1896, Берлін) — німецький інженер, один з піонерів авіації, також відомий описом і поясненням ширяння птахів, що значно сприяло розвитку авіації.

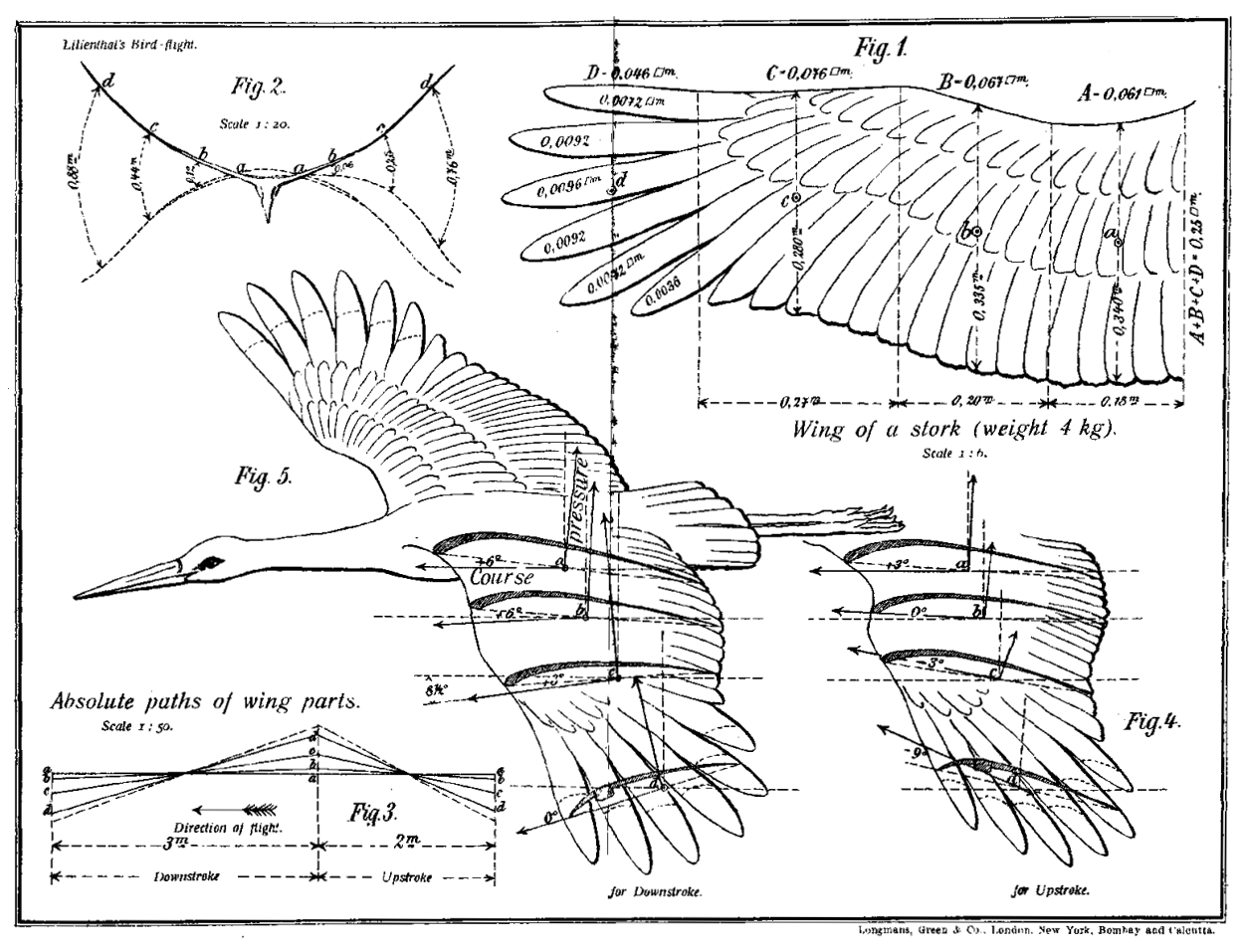
Реконструкція польоту птаха

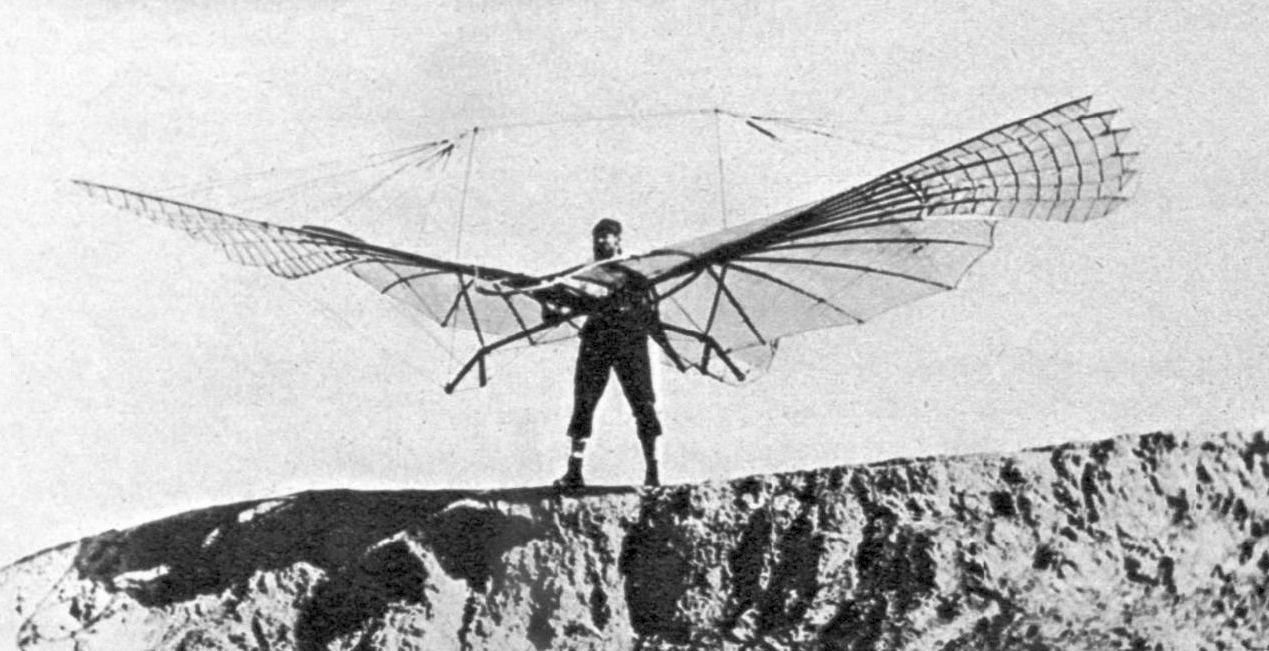
Лілієнталь готується до польоту. 1894

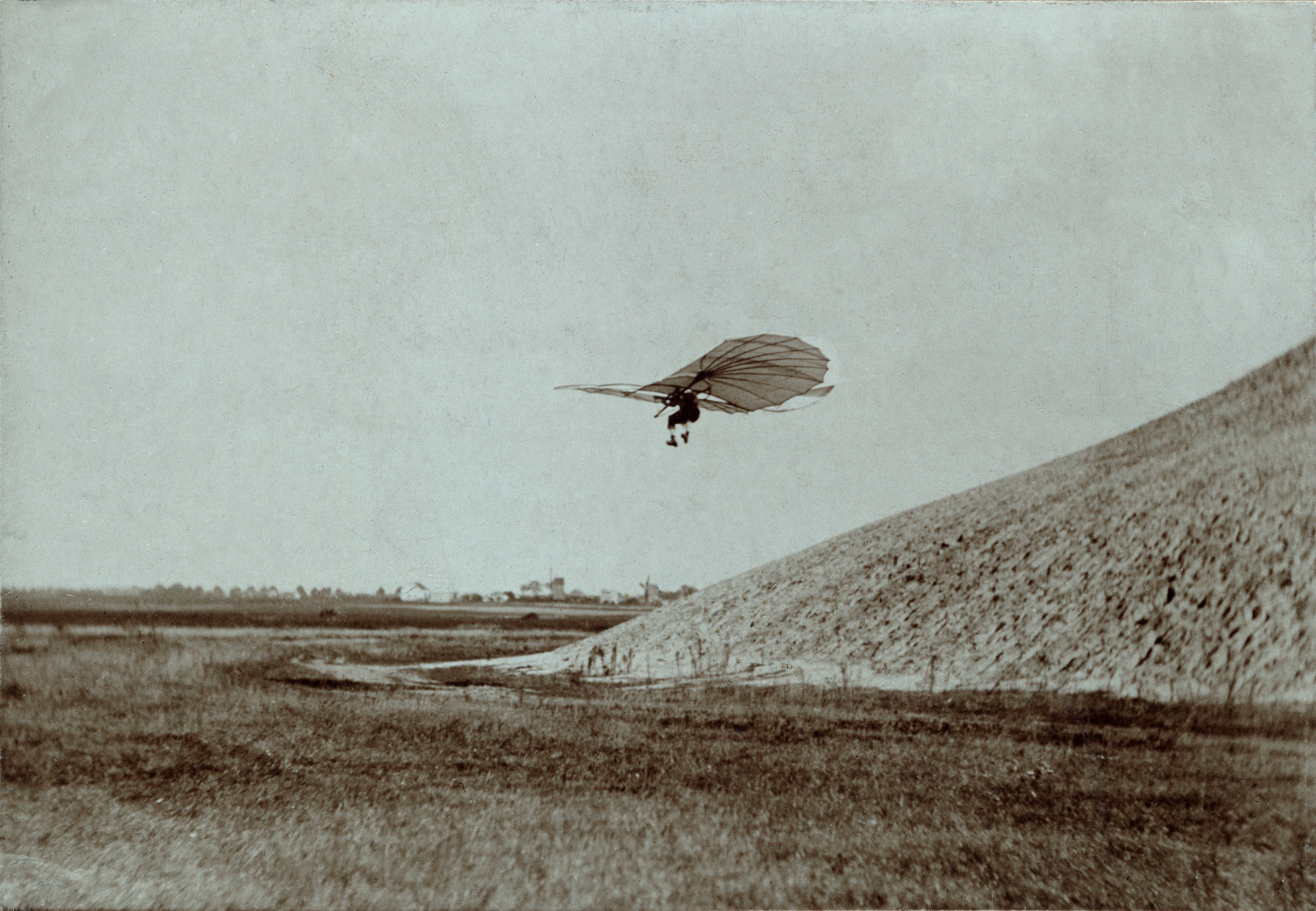
Лілієнталь у польоті. 1895

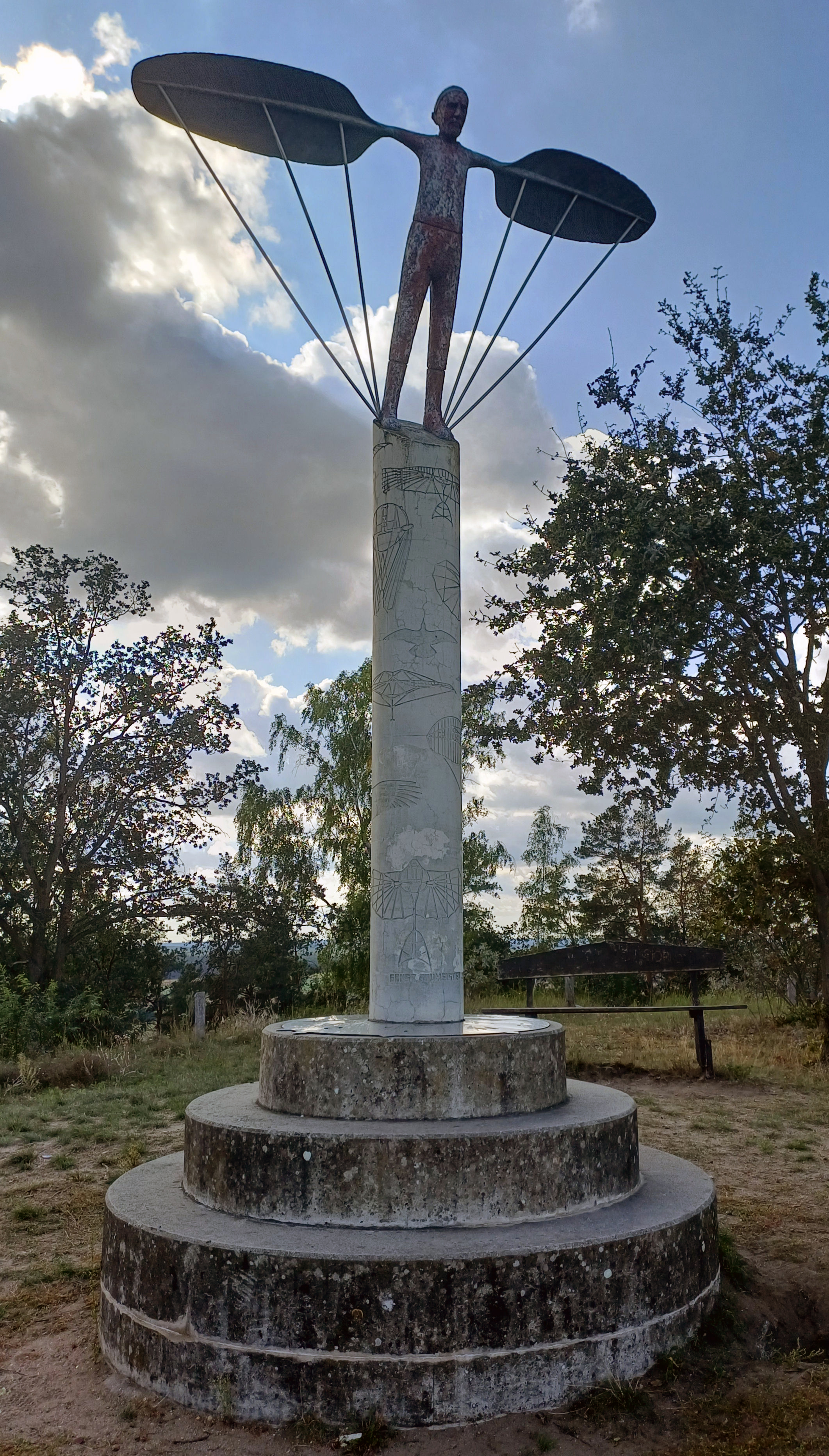
Скульптура Голленберг (Stölln) Отто Лілієнталь (Ернст Баумайстер)

У 1866 році він став практикантом на машинобудівному заводі Шварцкопфа і незабаром отримав запрошення поступити в невелике конструкторське бюро при ньому. Літом 1870 року Отто з відзнакою завершив навчання в Королівській ремісничій академії, був призваний в армію під час нетривалої Франко-прусської війни. Восени 1881 року задумав поліпшити свої фінансові справи надійнішим способом і відкрив у Берліні майстерню з виготовлення парової техніки. Замовлень не бракувало, майстерня перетворилася на завод; Отто приєднав до нього ділянку, призначену для роботи над літальними апаратами.
Розробив, побудував і випробував одинадцять планерів, на яких здійснив понад 2 тис. польотів. На відміну від багатьох піонерів авіації не намагався відразу злетіти, а довго бігав по горбах, намагаючись визначити центр підйомної сили; свій перший «політ» зробив, просто підібгавши коліна. Необхідною умовою польотів вважав «пташине чуття» (здатність передбачати пориви вітру), яке, на його думку, набувалося з досвідом польотів. Уперше розробив біплан, коли вирішив збільшити площу крила без втрати міцності.
10 серпня 1896 року Отто Лілієнталь загинув у Берліні через травми, отримані під час польоту: його планер перевернуло раптовим поривом вітру і він зламав хребет.
Американські винахідники брати Райт використовували ідеї Лілієнталя, створюючи перший у світі літак.